# Ершов, Артур Станиславович
Артур Станиславович Ершов (род. 7 марта 1990, Верхняя Пышма, Свердловская область) — российский шоссейный велогонщик, выступающий за Marathon-Tula. 
Проходил подготовку под руководством санкт-петербургского тренера Владимира Владимировича Колосова.
До начала 2012 года выступал за Lokomotiv, сочетая выступления на треке с соревнованиями на шоссе. В 2012 и 2013 годах выступал на чемпионате мира по трековым гонкам, в командной гонке преследования.
На чемпионате мира по трековым велогонкам 2015 во французском Сен-Кентен-эн-Ивелине стал чемпионом в групповой гонке.